# Todd Loewen
Pour les articles homonymes, voir Loewen.
Todd Loewen, né le 16 septembre 1966, est un homme politique canadien. De 2015 à 2021, il est membre du Parti conservateur uni après avoir été membre du Parti Wildrose.
Il est élu à l'Assemblée législative de l'Alberta depuis 2015, et réélu en 2019.

## Résultats électoraux
| Élections générales albertaines de 2015 : Grande Prairie-Smoky | Élections générales albertaines de 2015 : Grande Prairie-Smoky | Élections générales albertaines de 2015 : Grande Prairie-Smoky | Élections générales albertaines de 2015 : Grande Prairie-Smoky | Élections générales albertaines de 2015 : Grande Prairie-Smoky | Élections générales albertaines de 2015 : Grande Prairie-Smoky |
| Parti                                                          | Parti                                                          | Candidat                                                       | Voix                                                           | %                                                              | ± %                                                            |
| -------------------------------------------------------------- | -------------------------------------------------------------- | -------------------------------------------------------------- | -------------------------------------------------------------- | -------------------------------------------------------------- | -------------------------------------------------------------- |
|                                                                | Wildrose                                                       | Todd Loewen                                                    | 5 345                                                          | 33,17 %                                                        | -7,95 %                                                        |
|                                                                | Néo-démocrate                                                  | Todd Russell                                                   | 5 009                                                          | 31,10 %                                                        | +24,75 %                                                       |
|                                                                | Progressiste-Conservateur                                      | Everett McDonald                                               | 4 968                                                          | 30,84 %                                                        | -15,09 %                                                       |
|                                                                | Libéral                                                        | Rod Fox                                                        | 787                                                            | 4,89 %                                                         | +0,04 %                                                        |
| Total                                                          | Total                                                          | Total                                                          | 16 107                                                         | 100,00 %                                                       |                                                                |